# Snoopy!!! The Musical
Snoopy!!! The Musical és un musical de Larry Grossman (música) i Hal Hackady (lletres), amb llibret de Warren Lockhart, Arthur Whitelaw, i Michael Grace. Està basat en la tira còmica de Charles M. Schulz, Peanuts. Aquesta seqüela al musical You're a Good Man, Charlie Brown se centra més en el personatge de Snoopy.
La producció de Londres tenia 20 cançons, mentre que l'americana només en tenia 14, incloent uns solos per a Snoopy ("The Big Bow-Wow") i Charlie Brown ("Where Did That Little Dog Go?"), igual que Linus en tenia una mentre que esperava que la Gran Carbassa s'aparegués per Halloween ("The Vigil"). Peppermint Patty també té una cançó en la que expressa el seu amor per Charlie Brown ("Poor Sweet Baby").

## Produccions
Snoopy!!! The Musical s'estrenà el 9 de desembre de 1975 al Little Fox Theatre de San Francisco, Califòrnia. Dirigit per Arthur Whitelaw, al repartiment figuraven Don Potter, Jimmy Dodge i Pamela Myers.
El musical va ser produït a l'Off-Broadway entre el 20 de desembre de 1982 i fins a l'1 de maig de 1983. Dirigit també per Whitlaw, el repartiment incloïa a David Garrison com Snoopy, Terry Kerwin com Charlie Brown i Vicki Lewis com Peppermint Patty. Lorna Luft interpretà a Peppermint Patty des del 21 de febrer de 1983.
El musical s'interpretà al West End al Duchess Theatre entre el 20 de setembre de 1983 i fins a l'11 de novembre de 1984 en 479 funcions, amb Susie Blake com Sally Brown. Va ser nominada al Premi Olivier com a Musical de l'any, i Teddy Kempner va rebre una nominació a Actor de l'Any a un Musical per la seva interpretació de Snoopy. Al febrer del 2003 tornà al Off-West-End en 14 funcions, i després al juliol del 2004, amb diversos membres de la companyia original, sent de nou dirigit per Arthur Whitelaw.
Es va realitzar un especial de televisió animat basat en el musical, també anomenat Snoopy!!! The Musical, emès per la CBS el 1988.
El musical ha estat produït en molts teatres regionals nord-americans, com per The Journeymen Theater Company, Chicago, Illinois al juliol de 1991, i pel The Knightsbridge Theatre, Los Angeles, Califòrnia entre juliol i agost de 2009.
A Barcelona va ser representat el 1991-92 al Teatre Goya. El repartiment incloïa a Jordi Fusalba com Snoopy, Ferran Castells com Charlie Brown, Maria Elias com Sally Brown, Miquel Agell com Linus, Victòria Pagès com Lucy, Roser Batalla com Peppermint Patty i Martí Galindo com Woodstock. Va ser dirigit per Ricard Reguant.

## Argument
L'espectacle en si és una sèrie de vinyetes de Snoopy.
Els amics de Charlie Brown intenten imaginar-se perquè ha escollit a Snoopy com la seva mascota. Mentre que Snoopy jeu al capdamunt de la seva caseta, els nens van a l'escola. Allà, els nens tenen el desafiament dels seus deures escolars. Mentre que Snoopy cada cop és més independent, Charlie no l'entén ("Where Did That Little Dog Go?"). Lucy obre la seva consulta psiquiàtrica i intenta ajudar a Charlie. Els nens són optimistes ("Don't Be Anything Less Than Everything You Can Be")...

### Personatges
- Snoopy
- Charlie Brown
- Peppermint Patty
- Linus van Pelt
- Lucy van Pelt
- Sally Brown
- Woodstock

## Cançons
| Primer Acte - Overture (Orchestra) † - The World According To Snoopy (Tots) - Snoopy's Song (Snoopy & Ensemble) - Woodstock's Theme (Orchestra) - Hurry Up Face (Peppermint Patty) † - Edgar Allan Poe (Peppermint Patty, Lucy, Sally, Linus, Charlie Brown) - Mother's Day (Snoopy) † - I Know Now (Sally, Peppermint Patty, Lucy) - The Vigil (Linus) - Clouds (Tots) - Where Did That Little Dog Go? (Charlie Brown) - Dime A Dozen (Lucy, Snoopy, Peppermint Patty, Sally) † - Daisy Hill (Snoopy) - When Do The Good Things Start? (Tots)† | Segon Acte - Entr'Acte (Orchestra) - The Great Writer (Snoopy) - Poor Sweet Baby (Peppermint Patty) - Don't Be Anything Less Than Everything You Can Be (Sally, Linus, Peppermint Patty, Charlie Brown) - The Big Bow-Wow (Snoopy) - Just One Person/Bows/Don't Be Anything Less Than Anything You Can Be (Reprise) (Tots) |

† Afegida a la versió de Londres.
L'enregistrament original conté una altra cançó Friend, també interpretada per Tots (després de Daisy Hill).